# Хаммерсмит

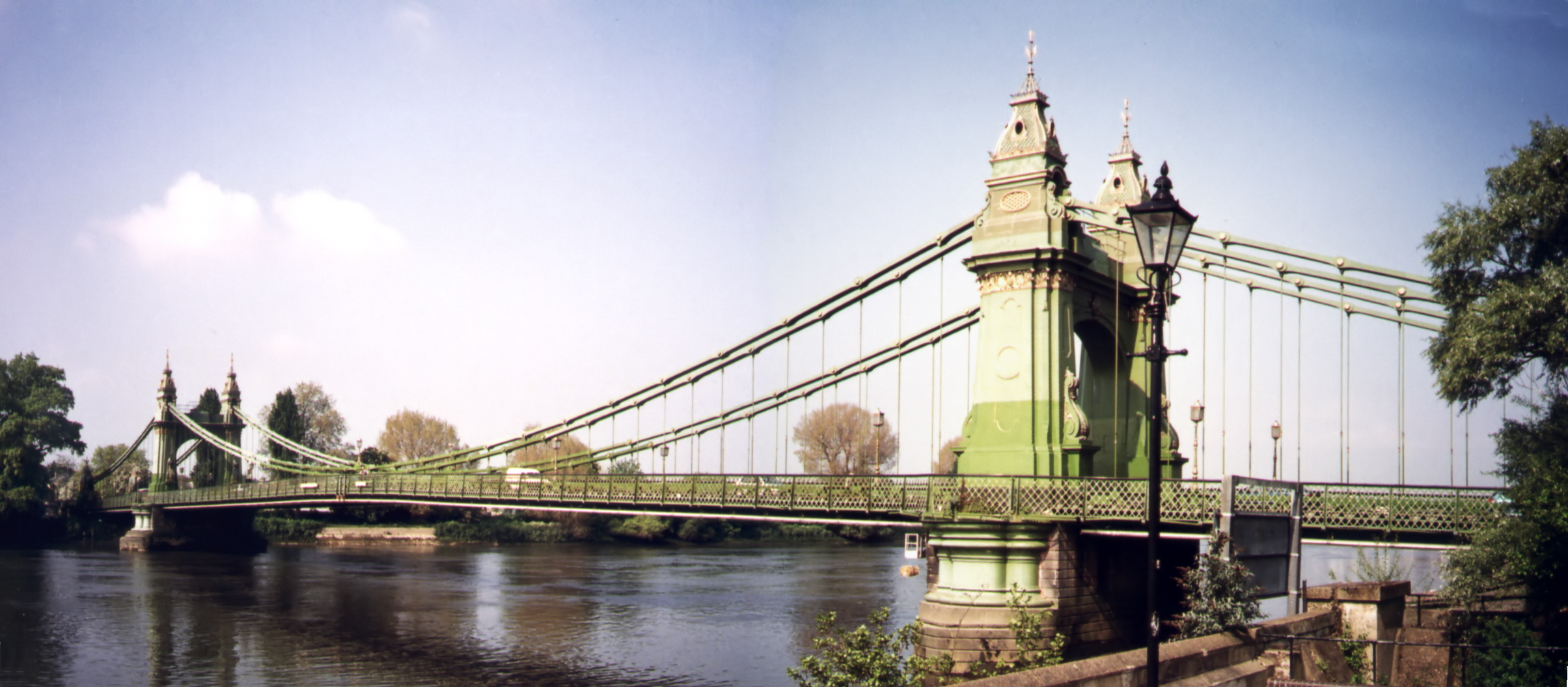
Хаммерсмитский мост через Темзу (XIX век)

Хаммерсмит (англ. Hammersmith) — западная часть лондонского округа (боро) Хаммерсмит и Фулем, расположенная на северном берегу Темзы, вверх по течению от Фулема и Челси, между Кенсингтоном (к востоку) и Чизиком (к западу). Главная улица района, Кинг-стрит, удалена на запад от Чаринг-Кросса на 8 км.

## История
В викторианскую эпоху Хаммерсмит представлял собой промышленную зону, где действовала крупнейшая в городе электростанция. В 1887 году он был соединён цепным мостом с деревнями Кастелнау и Барнс на другом берегу Темзы. В XX веке Хаммерсмит получил известность как центр польской диаспоры.
Достопримечательностью этого района является концертный зал Хаммерсмит-Аполло, впервые распахнувший двери в 1932 году и долгое время известный как Хаммерсмит-Одеон.
Летом 2013 года здание концертного зала было закрыто на реконструкцию, которая обошлась нынешним владельцам в сумму около 5 миллионов фунтов. Основой для реставрационных работ, проводимых архитектурным бюро Фостера Уилсона, послужила оригинальная проектная документация, сохранившаяся с момента строительства. Фасаду здания и его фойе был возвращен первоначальный облик 1930-х годов.
Добраться до него можно на метро (станции Хаммерсмит (Кольцевой линии и линии Хаммерсмит-энд-Сити) или Хаммерсмит (линии Дистрикт  линии Пиккадилли)).

## Интересные факты
27 июня 1981 года музыкальная группа Motörhead выпустила музыкальный альбом - No Sleep ’til Hammersmith, после чего группа была на пике своей популярности.